# Gymnobela verecunda
Gymnobela verecunda é uma espécie de gastrópode do gênero Gymnobela, pertencente a família Raphitomidae.